# سوتل أجلك الأوراق
سوتل أجلك الأوراق (الاسم العلمي:Dasylirion glaucophyllum) هو نوع من النباتات يتبع جنس السوتل من الفصيلة الهليونية.